# Sottogruppo dialettale reggiano
Nella classificazione di Daniele Vitali relativa all'Emilia-Romagna linguistica, il sottogruppo dialettale reggiano indica l'insieme formato dal dialetto reggiano cittadino e dai suoi dialetti rustici. 
Esso è formato da:
- dialetto reggiano cittadino
- dialetti reggiani rustici settentrionali
- dialetti reggiani montani medi
- dialetti reggiani montani alti

Il dialetto cittadino è stato storicamente il motore delle diverse innovazioni linguistiche verificatesi nel sottogruppo dialettale reggiano, evoluzioni che sono arrivate solo parzialmente negli altri rami: se il dialetto di Novellara, appartenente al ramo rustico settentrionale, è abbastanza simile a quello del capoluogo, i dialetti montani medi che presentano le vocali ö, ü e i dialetti montani alti che conservano un parziale ricordo delle vocali finali se ne differenziano maggiormente (cfr. i lavori di Giuseppe Malagoli dati in bibliografia).
I dialetti di Scandiano e Arceto presentano forti affinità col dialetto cittadino, ma hanno conservato alcune caratteristiche che quest'ultimo ha perso a livello del sistema vocalico (lo scandianese ha un dittongo in più, l'arcetano tre rispetto al reggiano cittadino moderno
Sono esclusi dal sottogruppo dialettale reggiano i dialetti di Guastalla, Reggiolo e Luzzara, che fanno capo al sottogruppo dialettale mantovano: oltre a presentare anch'essi le vocali ö, ü, assenti lungo la Via Emilia ma presenti in mantovano, hanno altri tratti in comune col sistema mantovano e assenti da quello reggiano. Viceversa, mancano del passaggio di A in sillaba aperta del latino volgare a /ɛɛ/ che caratterizza i dialetti della Via Emilia, reggiano compreso, es. reggiano mèr, sèl, andèr /'mɛɛr, 'sɛɛl, an'dɛɛr/ "mare, sale, andare". Tale passaggio si trova però nel dialetto di Gualtieri che, avendo anche ö, ü, si pone al confine tra i sistemi mantovano e reggiano. Le vocali ö, ü sono invece assenti a Brescello

## Posizione nell'Emilia-Romagna dialettale
Secondo Daniele Vitali, il sottogruppo dialettale reggiano, insieme al sottogruppo dialettale modenese e al sottogruppo dialettale bolognese forma il complesso dialettale emiliano centrale.

## Grammatiche e dizionari
Denis Ferretti è autore di una grammatica del reggiano cittadino disponibile in rete; Luigi Ferrari e Luciano Serra hanno pubblicato due vocabolari del reggiano cittadino (uno dialetto-italiano e uno italiano-dialetto), inoltre Ugo Bellocchi ha pubblicato nel 1999 un grosso volume con riflessioni di vario tipo sul dialetto e due CD (cfr. Bibliografia). Esistono dizionari di singoli dialetti del sottogruppo dialettale reggiano, repertoriati nel lavoro di Bellocchi.